# Jaroslav Vančát
Jaroslav Vančát (* 27. února 1949, Benešov) je český kunsthistorik, výtvarník, fotograf, teoretik vizuálních médií a pedagog.

## Životopis
Narodil se 27. února 1949 v Benešově. Vystudoval Střední průmyslovou školu kamenickou a sochařskou v Hořicích u Jičína (1967-) a Střední průmyslovou školu filmovou v Čimelicích. Dále vystudoval výtvarnou výchovu a češtinu na Filozofické fakultě UK u Miroslava Lamače a Zdeňka Sýkory (1968—1974) a postgraduálně uměleckou kritiku na katedře estetiky téže fakulty (1981—1983). Doktorát získal na katedře mediálních studií Fakulty sociálních věd UK (2007). Je docentem (od r. 2010) na Fakultě humanitních studií Univerzity Karlovy. Nyní vyučuje na FDU Ladislava Sutnara v Plzni.
Byl kurátorem řady výstav, například „Výtvarní umělci ve fotografii“ v Národní galerii v r. 1989, „Český obraz elektronický“ v Mánesu v r. 1994, „Svět jako struktura, struktura jako obraz“ v Galerii Klatovy Klenová v r. 2003.
Je tvůrcem jedné z prvních českých videoinstalací Dialogy (1988).

## Výstavy
Podle zdroje:

### Samostatné
- 1992: Soubory / Files, Zámek Staré Hrady, Libáň (Jičín)
- 1992: Kaple reliktní radiace, Galerie Knopiáda, Praha
- 2009: Marcel - místo autora, Galerie města Plzně, Plzeň
- 2011: Obraz (Obrazy nás pozorují), Galerie Františka Drtikola, Příbram
- 2015: Metastruktury, Interaktivní galerie Becherova vila, Karlovy Vary
- 2019: Imagestructure, Galerie Ladislava Sutnara, Plzeň
- 2019: Interakce, Muzeum umění a designu Benešov
- Výtvarná tvorba Jaroslava Vančáta je představena na stránkách www.metastructureal.com.

## Publikace
Podle zdroje:
- 2000: Tvorba vizuálního zobrazení (Karolinum)
- 2005: České ateliéry / Czech studios (71 umělců současnosti / 71 contemporary artists ), Art CZ, Praha
- 2008: Zdeněk Sýkora: Prints, Gallery, spol. s r.o. (Jaroslav Kořán), Praha
- 2008: Zdeněk Sýkora: Grafika, Gallery, spol. s r.o. (Jaroslav Kořán), Praha
- 2009: Vývoj obrazivosti od objektu k interaktivitě (Karolinum)
- 2010: Josef Vydra (1884-1959) v kontextu umělecké a výtvarné pedagogické avantgardy 20. století (Historie a současnost univerzitního výtvarného vzdělávání v Olomouci), Univerzita Palackého, Olomouc